# Shinichi Fukushima
Shinichi Fukushima (nascido a 17 de setembro de 1971 em Nagano), é um ciclista japonês que corre pela equipa Nippo-De Rosa.

## Biografia
Começou a sua carreira em meados de 2002 com a equipa belga Marlux-Ville de Charleroi. Em seu primeiro ano ganhou uma etapa do Tour de Japão. Um ano mais tarde incorporou-se à equipa japonesa Bridgestone-Anchor, onde foi campeão nacional em estrada. Em 2004 ganhou a classificação geral do Tour de Japão. Em 2006, competiu pelo Cycle Racing Team Vang, onde foi, entre outras coisas, sexto no Tour de Limusino, e pouco depois terceiro na Châteauroux Classic de l'Indre.
Em 2010 passou à equipa sulcoreana Geumsan Ginseng Ásia e além de ganhar o Tour de Okinawa, foi campeão de Japão contrarrelógio.
Nas temporadas de 2011 e 2012 correu pela equipa malaia Terengganu e ganhou a primeira edição do Tour de Brunéi. Em 2013 retornou a uma equipa japonesa, a Nippo-De Rosa.

## Palmarés
| 2002 - 1 etapa do Tour de Japão 2003 - Campeonato do Japão em Estrada - 1 etapa do Tour de Hokkaido 2004 - Tour de Japão - 1 etapa da Volta a Sérvia 2005 - Tour de Siam, mais 1 etapa 2006 - 1 etapa do Tour de Siam - 1 etapa da Volta a Leão - 2º no Campeonato Asiático em Estrada 2007 - 1 etapa do Tour de Langkawi - 1 etapa do Tour da Coreia | 2008 - 3º no Campeonato do Japão em Estrada 2010 - Campeonato do Japão Contrarrelógio - Tour de Okinawa, mais 1 etapa 2011 - 1 etapa do Tour de Taiwán - Tour de Brunéi - 2 etapas do Tour da Indonésia 2012 - 2 etapas da Jelajah Malaysia |

## Equipas
- Marlux-Ville de Charleroi (2002[1])
- Bridgestone-Anchor (2003-2005)
- Cycle Racing Team Vang (2006)
- Meitan Hompo (2007-2009)
- Geumsan Ginseng Ásia (2010)
- Terengganu Cycling Team (2011-2012)
- Team Nippo-De Rosa (2013)